# Дартло
Дартло (груз. დართლო) — село в Ахметському муніципалітеті, мхаре Тушеті, Грузія. Розташоване на правому березі Дідхеві, лівої притоки річки Пірикіті Алазані. Висота — 2000 м над рівнем моря, відстань від міста Ахмета — 102 км. Доступне лише через повітряне сполучення та на конях. За даними перепису 2014 року в селі мешкає 0 осіб.

## Галерея

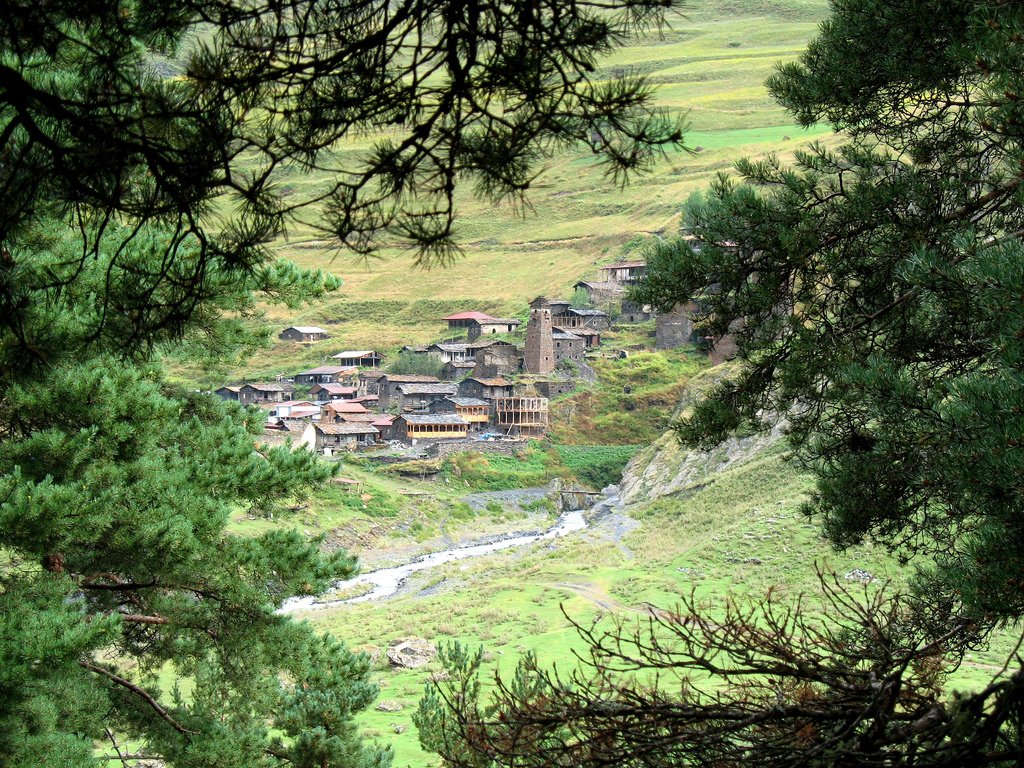
Дартло
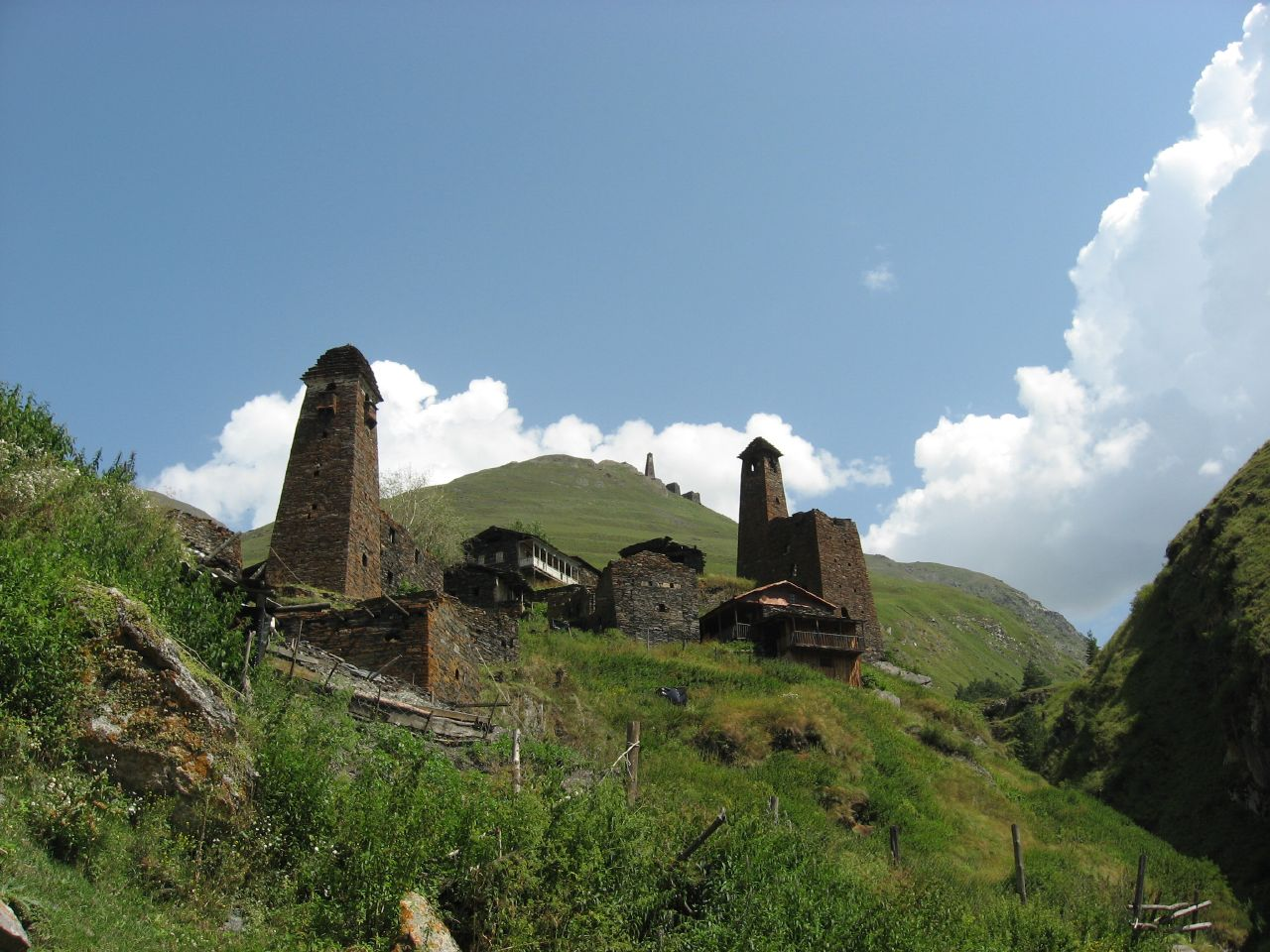
Вежі у Дартло
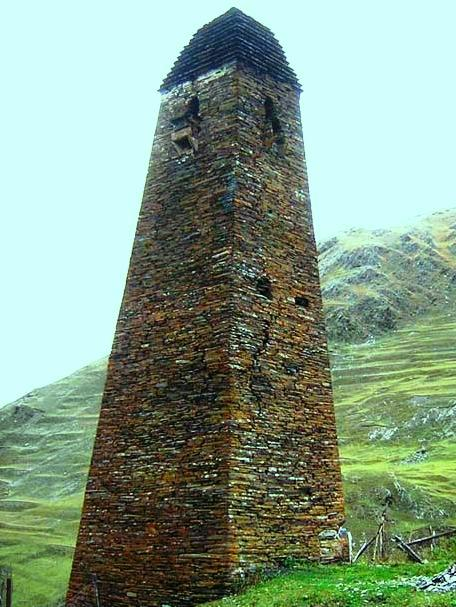
Оглядова вежа у Дартло
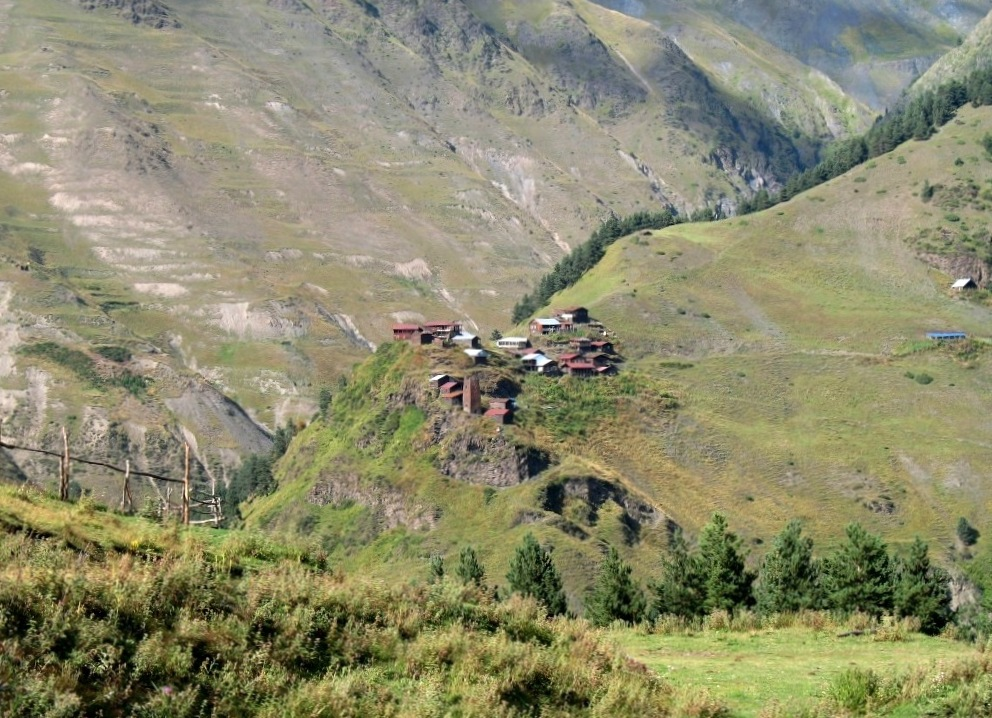
Дартло, Тушеті
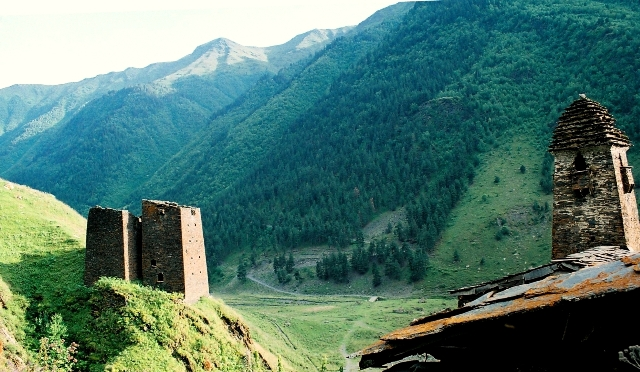
Дартло
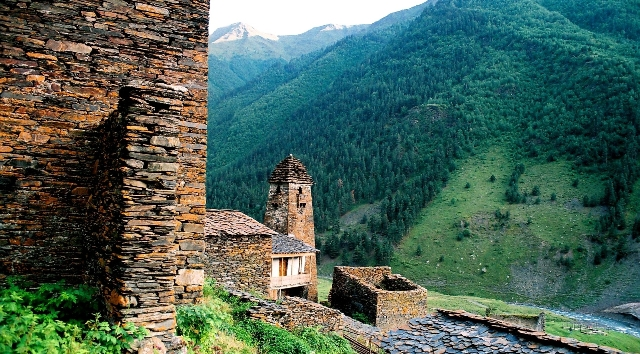
Дартло
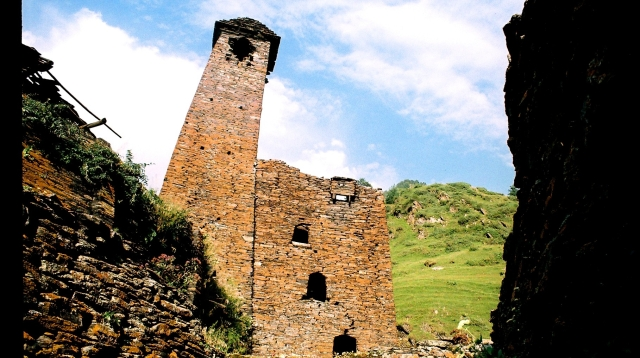
Дартло
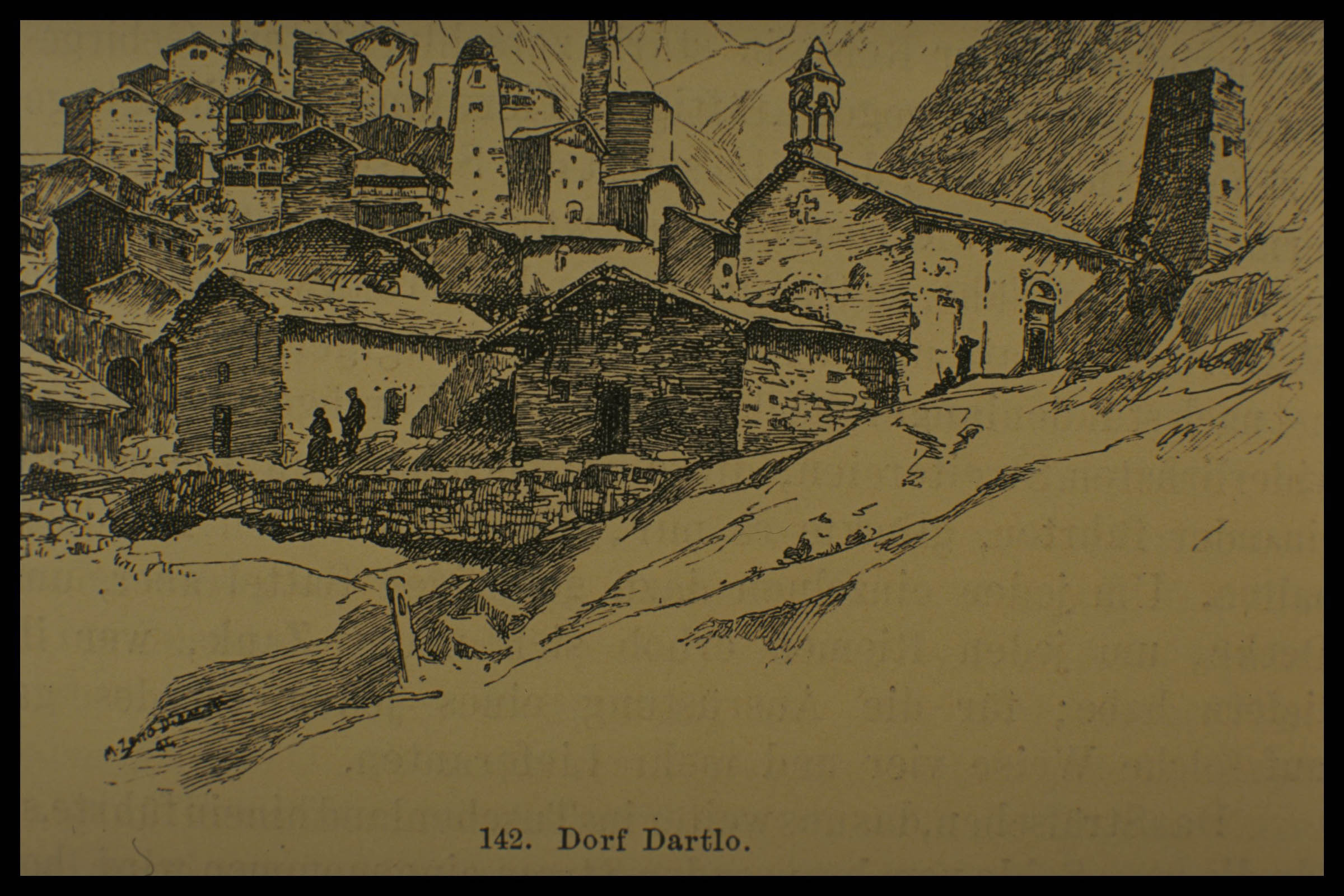
Дартло, 1892 р.